# 新平三窝蛛
新平三窝蛛（学名：Trilacuna xinping），一种于中国云南省新平彝族傣族自治县哀牢山自然保护区发现的蜘蛛，隶属于卵形蛛科三窝蛛属。

## 鉴别特征
新平三窝蛛雄性腹板中央后下方明显有一簇较粗的短毛，插入器前侧面有一片状的膜质化结构，其后有一耙子状骨质化突起，内侧与其相连的骨质化片状突起端部长有许多长毛。